# Indestructible (альбом Rancid)
Indestructible — шестой студийный альбом панк-группы Rancid, выпущен 19 августа 2003 года на лейбле Hellcat. Продюсировал альбом продюсер Bad Religion Бретт Гуревич. На виниле был выпущен как двойной альбом. Indestructible - последний альбом Бретта Рида в составе Rancid. Самый успешный в чартах альбом Rancid после Let the Dominoes Fall, достиг 15 строки Billboard 200 (за первую неделю была раскуплена 51 тысяча экземпляров).

## Об альбоме

### Запись
После непродолжительного перерыва Rancid вернулись в студию вместе с продюсером Бреттом Гуревичем для записи нового альбома. Работа над ним шла целый год. К концу записи все члены группы были напряжены и крайне раздражительны. В Indestructible затрагиваются очень личные темы, включая развод Тима Армстронга с Броди Даль. Трек Otherside Ларс посвятил своему брату Роберту, который умер в 2001 году.

### Задержка выпуска
Официальный релиз альбома откладывали несколько раз. Сначала его планировали выпустить летом или осенью 2002 года, потом в начале 2003, середине того же года, и, наконец, Indestructible был выпущен 19 августа 2003 года. Одной из причин задержки было активное участие членов группы в других проектах. Тим Армстронг был занят выпуском дебютного альбома супергруппы Transplants, а Фредериксен — альбома своей группы.

## Список композиций
Все песни написаны Тимом Армстронгом и Ларсом Фредериксеном, за исключением отдельно оговоренных случаев.
| №                   | Название                                                                                             | Вокал                          | Длительность |
| ------------------- | --- | ------------------------------ | ------------ |
| 1.                  | «Indestructible»                                                                                     | Армстронг                      | 1:36         |
| 2.                  | «Fall Back Down»                                                                                     | Армстронг                      | 3:43         |
| 3.                  | «Red Hot Moon (Ft Skinhead Rob)» (написана Армстронгом, Робом Астоном, Фредериксеном, Бреттом Ридом) | Армстронг, Астон               | 3:36         |
| 4.                  | «David Courtney»                                                                                     | Фредериксен                    | 2:44         |
| 5.                  | «Start Now»                                                                                          | Армстронг                      | 3:05         |
| 6.                  | «Out of Control»                                                                                     | Фредериксен                    | 1:41         |
| 7.                  | «Django» (written by Армстронг)                                                                      | Армстронг                      | 2:25         |
| 8.                  | «Arrested in Shanghai»                                                                               | Армстронг                      | 4:11         |
| 9.                  | «Travis Bickle»                                                                                      | Армстронг                      | 2:16         |
| 10.                 | «Memphis»                                                                                            | Армстронг                      | 3:25         |
| 11.                 | «Spirit of '87» (написана Армстронгом, Дэйвом Карлоком, Фредериксеном)                               | Армстронг, Фримэн, Фредериксен | 3:22         |
| 12.                 | «Ghost Band»                                                                                         | Армстронг                      | 1:37         |
| 13.                 | «Tropical London»                                                                                    | Армстронг                      | 3:01         |
| 14.                 | «Roadblock» (написана Армстронгом, Фредериксеном, Ридом)                                             | Армстронг, Фримэн, Фредериксен | 1:58         |
| 15.                 | «Born Frustrated»                                                                                    | Фредериксен                    | 2:56         |
| 16.                 | «Back Up Against the Wall»                                                                           | Армстронг                      | 3:20         |
| 17.                 | «Ivory Coast»                                                                                        | Армстронг                      | 2:19         |
| 18.                 | «Stand Your Ground»                                                                                  | Армстронг                      | 3:24         |
| 19.                 | «Otherside»                                                                                          | Армстронг, Фредериксен         | 1:52         |
| Общая длительность: | Общая длительность:                                                                                  | Общая длительность:            | 51:24        |

| №   | Название   | Длительность |
| --- | ---------- | ------------ |
| 20. | «Stranded» | 2:24         |

| №   | Название       | Длительность |
| --- | -------------- | ------------ |
| 20. | «Killing Zone» | 2:39         |

## Песни
- «Out of Control» была использована для игры Need for Speed: Underground.
- «Fall Back Down» можно встретить в играх Tony Hawk’s Underground 2 и NASCAR Thunder 2004.
- Средняя оценка альбома на Metacritic равна 84%[4].
- Бонус-трек «Killing Zone» был выпущен на компиляции Give 'Em the Boot IV.
- «Killing Zone» — последняя песня группы, записанная с Бреттом Ридом.

## Чарты
Альбом - Billboard (Северная Америка)
| Год  | Чарт          | Позиция |
| ---- | ------------- | ------- |
| 2003 | Billboard 200 | 15      |

Синглы - Billboard (Северная Америка)
| Год  | Сингл            | Чарт               | Позиция |
| ---- | ---------------- | ------------------ | ------- |
| 2003 | «Fall Back Down» | Modern Rock Tracks | 13      |